# Nenmenikkara
Nenmenikkara é uma vila no distrito de Thrissur, no estado indiano de Kerala.

## Demografia
Segundo o censo de 2001, Nenmenikkara tinha uma população de 17 406 habitantes. Os indivíduos do sexo masculino constituem 49% da população e os do sexo feminino 51%. Nenmenikkara tem uma taxa de literacia de 83%, superior à média nacional de 59,5%: a literacia no sexo masculino é de 85% e no sexo feminino é de 80%. Em Nenmenikkara, 11% da população está abaixo dos 6 anos de idade.